# Città di Fairfield
La città di Fairfield è una Local Government Area che si trova nel Nuovo Galles del Sud. Essa si estende su una superficie di 102 chilometri quadrati e ha una popolazione di 187.766 abitanti. La sede del consiglio si trova a Wakeley.